# 梅里尼亚 (吉伦特省)
梅里尼亚（法語：Mérignas）是法国吉伦特省的一个市镇，属于朗贡区（Langon）索韦泰尔德吉安县（Sauveterre-de-Guyenne）。该市镇总面积9.56平方公里，2009年时的人口为282人。

## 人口
梅里尼亚人口变化图示